# 魯扎耶夫卡區

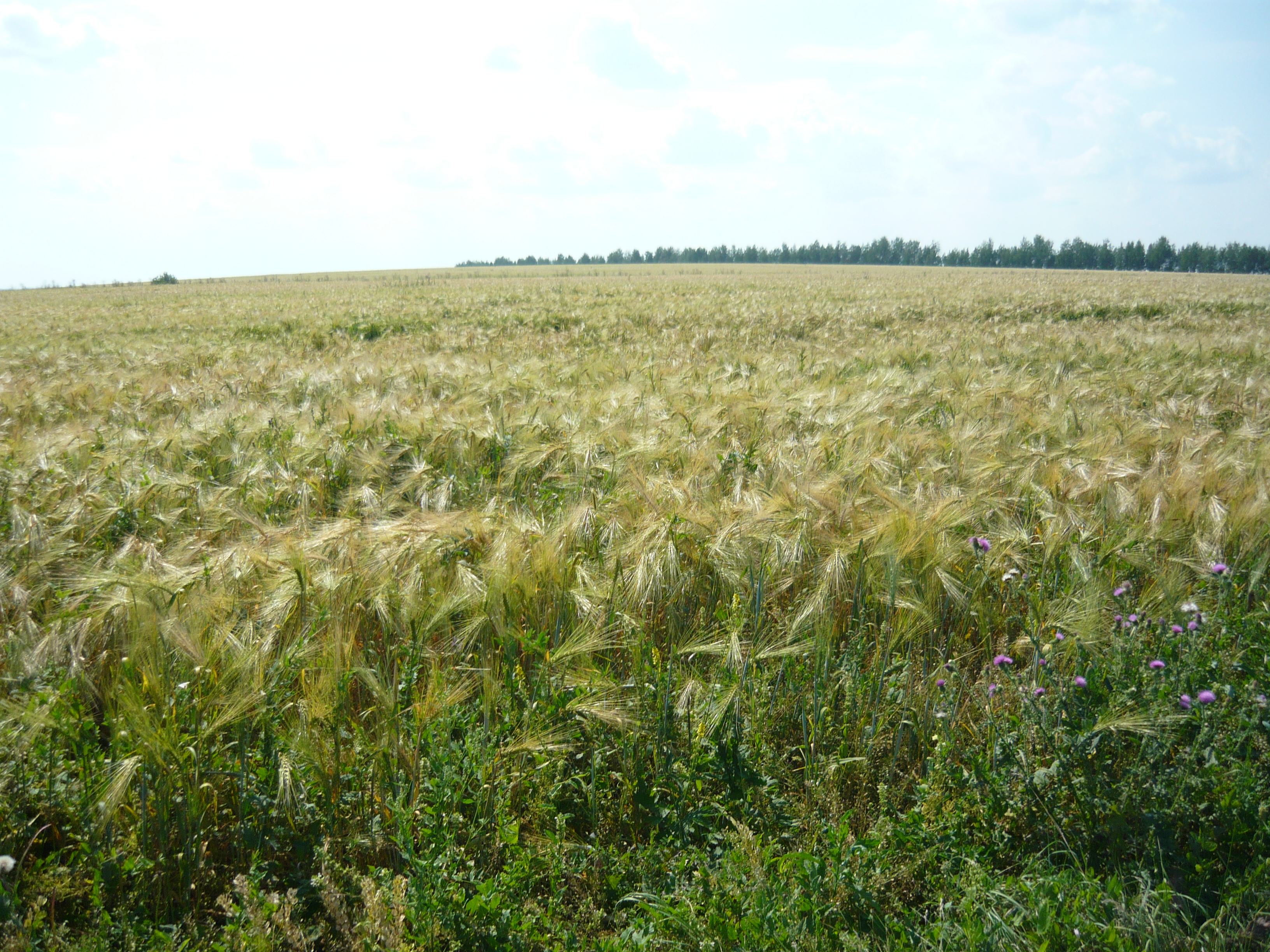

54°04′N 44°57′E / 54.067°N 44.950°E
魯扎耶夫卡區（俄语：Рузаевский район）是俄羅斯的一個區，位於該國西部，由莫爾多維亞共和國負責管轄，面積1,089.5平方公里，2010年人口18,859，人口密度每平方公里17.31人。